# ایوو گارانی
ایوو گارانی (انگلیسی: Ivo Garrani؛ ‏ ۶ فوریهٔ ۱۹۲۴ – ۲۵ مارس ۲۰۱۵) بازیگر اهل ایتالیا بود.
از فیلم‌ها یا برنامه‌های تلویزیونی که وی در آن نقش داشته‌است، می‌توان به افسون، ارثیه مرگبار، یوزپلنگ، ژنرال دلا روره، آدوا و دوستان، نقاب شیطان، هرکول، واترلو، برده، بخش ویژه، نامزدشده، فیلیپه دربلی، کالیبر ۹، اجساد ممتاز و اورینت اکسپرس اشاره کرد.